# Mechguine-Chahr
Mechguine-Chahr (en persan : مشگین‌شهر / Mešgin-Šahr), autrefois Kheyav (en persan : خياو / Xeyâv), est une ville de la province d'Ardabil, en Iran.